# Murata Minoru

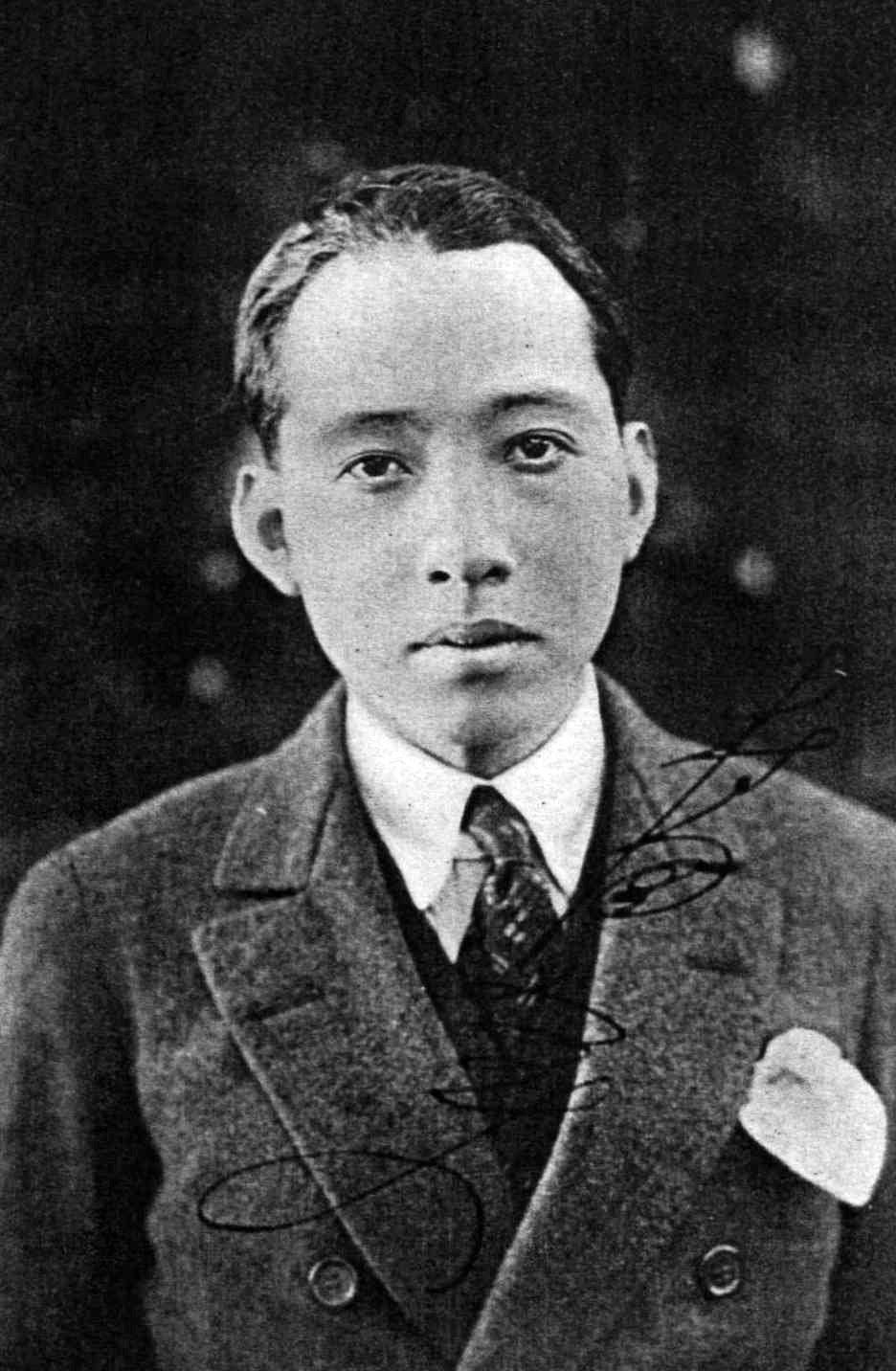
Murata Minoru

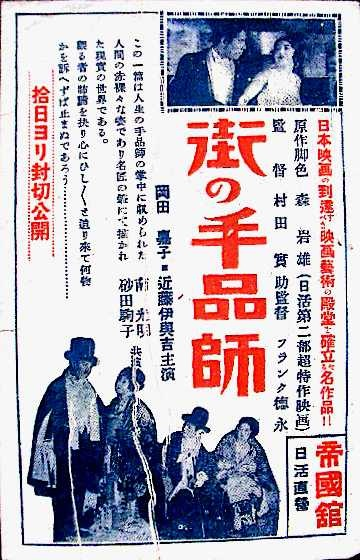
Machi no tenashi, Plakat

Murata Minoru (japanisch 村田実; geboren 2. März 1894 in Tokio; gestorben 28. Juni 1937 ebenda) war ein japanischer Filmregisseur, Drehbuchverfasser und Schauspieler.

## Leben und Wirken
Murata Minoru machte seinen Schulabschluss an der zur „Höheren Pädagogischen Schule Tokio“ (東京高等師範学校, Tōkyō kōtō shihan gakkō) gehörenden Mittelschule. Er wollte Schauspieler werden, studierte unter Osanai Kaoru (1881–1928) und gründete im Alter von 18 Jahren eine neue Theatergruppe. Er wurde dann ein Schüler von Kawai Takeo (河合 武雄; 1877–1942) und trieb sich in der Theaterwelt herum.
1917 gründete Murata mit Aoyama Sugisaku (青山 杉作; 1889–1956) eine neue Theatergruppe „Tōjisha“ (踏路社) – etwa „Gruppe Neuer Weg“. Im folgenden Jahr schloss er sich der „Reinen Filmdrama-Bewegung“ (純映画劇運動, Jun eigageki undō) von Kaeriyama Norimasa (帰山 教正; 1893–1964) und produzierte „Sei no kagayaki“ (生の輝き) – „Der Glanz des Lebens“ und „Miyama no otome“ (深山の乙女) – „Das jung Mädchen aus Miyama“.
1920 kam Murata zu Shōchiku Kinema und führte Regie bei „Hōshi no bara“ (奉仕の薔薇) – „Rose des Dienstes“ und im folgenden Jahr bei „Rojō no reikon“ (路上の霊魂) – „Geister auf der Straße“, dessen Endregie Osanai übernahm. Murata wechselte 1923 zum Filmunternehmen Nikkatsu und wurde mit Filmen wie „Kiyosaku no Tsuma“ (清作の妻) – „Kiyosakas Frau“ 1924 und „Machi no tejinashi“ (街の手品師) – „Straßenmagier“ 1925 zu einem Vorreiter für die Schaffung moderner dramatischer Filme.
Danach hat Murata mit „Kaijin“ (灰燼) – „Asche“ 1929, „Kono Taiyō“ (この太陽) – „Diese Sonne“ 1930, „Muteki“ (霧笛) – „Nebelhorn“ (1934) und „Sakura no en“ (桜の園) – „Kirschgarten“ 1936 einen romantischen Stil entwickelt, der das Leben symbolisch betrachtet. Viele Filme Muratas basieren auf europäischen Dramen, die er sorgfältig adaptierte.
Murata war der erste Vorsitzende der „Vereinigung der Filmregisseure Japans“ (日本映画監督協会, Nihon eiga kantoku kyōkai). Er erkrankte an Brustfellentzündung und starb im Alter von nur 43 Jahren. Er hinterließ etwa 50 Filme.